# Manitou (Kentucky)
Manitou – jednostka osadnicza w Stanach Zjednoczonych, w stanie Kentucky, w hrabstwie Hopkins.